# Kustrzyce
Kustrzyce – wieś w Polsce położona w województwie łódzkim, w powiecie łaskim, w gminie Sędziejowice.
Przez wieś przebiega magistrala węglowa Gdynia – Śląsk. W miejscowości znajduje się przystanek kolejowy Kustrzyce.
Dawniej we wsi znajdował się folwark, a także młyn, który został rozebrany w 1945 roku przez Niemców.
W latach 1975–1998 miejscowość administracyjnie należała do województwa sieradzkiego.